# 재스민 카마초퀸
재스민 카마초퀸(영어: Jasmine Camacho-Quinn, 1996년 8월 21일~)은 푸에르토리코의 육상 선수로 주 종목은 허들이다. 2020년 하계 올림픽 여자 100m 허들에서 금메달과 2024년 하계 올림픽 여자 100m 허들 동메달을 획득했으며 푸에르토리코 선수 중 유일하게 올림픽에서 2개 이상의 메달을 획득한 선수이다. 또한 세계 선수권 대회에서 은메달 1개, 동메달 1개를 획득했다. 
현재 여자 100m 푸에르토리코 국가 기록과 여자 100m 허들 올림픽 기록 및 푸에르토리코 기록을 보유하고 있다.